# Borek (powiat wolsztyński)
Borek – wieś w Polsce położona w województwie wielkopolskim, w powiecie wolsztyńskim, w gminie Przemęt.

## Położenie
Miejscowość Borek położona jest w południowo-wschodnim pasie wysoczyznowym, na skraju dwóch dużych rejonów: Wysoczyzny Leszczyńskiej i Pradoliny Warszawsko-Berlińskiej. Administracyjnie należy do Gminy Przemęt w powiecie wolsztyńskim, Województwo wielkopolskie. Gmina Przemęt wraz z Borkiem zlokalizowana jest na granicy Pojezierza Lubuskiego i Pojezierza Wielkopolskiego.

## Części wsi
| SIMC    | Nazwa     | Rodzaj    |
| ------- | --------- | --------- |
| 0375266 | Brzeźniak | część wsi |

## Przyroda
Powierzchnia wsi składa się z:
- gruntów ornych – 129,6 ha
- łąk – 6 ha
- pastwisk – 12 ha
- lasów – 41 ha
- sadów – 1,2 ha

Ukształtowanie terenu jest wynikiem ostatniego zlodowacenia. Podczas wycofywania się, lodowiec pozostawił naniesione duże masy materiału, są to przede wszystkim piaski i żwiry. Spowodowało to powstanie moreny dennej i czołowej, w postaci drobnych pagórków. Miejscowość ma charakter rolniczy. Grunty orne IV-VI klasy bonitacyjnej.
Borek leży blisko granicy Przemęckiego Parku Krajobrazowego. Borek nie posiada bogatych złóż surowców mineralnych, na uwagę zasługują jednak kopaliny piasku i żwiru. W okolicach występuje fauna łowna: sarny, jelenie, dziki, zające, bażanty, kuropatwy, lisy.

## Historia
Pierwsze wzmianki o wsi Borek pochodzą z roku 1394. Od końca XIV wieku miejscowość stanowiła własność rodziny Borkowskich. W zapiskach z roku 1510 wymieniana jest jako opustoszała wieś, należąca do szlachcica Brzoskiego. Istniał wtedy także dwór dziedzica i folwark, który w wieku XIX należał do dóbr rycerskich Kluczewo i jego kolejnych właścicieli.
W okresie Wielkiego Księstwa Poznańskiego (1815-1848) miejscowość wzmiankowana jako folwark Borek należała do wsi większych w ówczesnym pruskim powiecie Kosten rejencji poznańskiej. Borek należał do okręgu wielichowskiego tego powiatu i stanowił część majątku Kluczewo, którego właścicielem był wówczas Quos. Według spisu urzędowego z 1837 roku folwark Borek liczył 23 mieszkańców, którzy zamieszkiwali 4 dymy (domostwa).
Folwark został sprzedany prawdopodobnie po I wojnie światowej i przekształcony w indywidualne gospodarstwo rolne.
W roku 1913 powierzchnia folwarku wynosiła 174,1 ha (w tym 140,8 ha pól, 13,9 ha łąk, 12,1 ha pastwisk, 7,1 ha wód). Prowadzono wówczas hodowlę 7 koni, 14 krów i 13 świń.
W latach 1975–1998 miejscowość należała administracyjnie do województwa leszczyńskiego.

## Folwark
Zespół folwarczny usytuowany jest ok. 2 km na północny wschód od wsi Kluczewo, po północnej stronie drogi do wsi Sączkowo. Podwórze zachowało się w niezmienionym kształcie, zabudowania przez wieki uległy kilkakrotnej przebudowie.
W pierzei południowej wznosi się dom mieszkalny pracowników folwarku z 2 połowy XIX wieku, murowany z cegły, parterowy, z mieszkalnym poddaszem, nakryty dachem dwuspadowym pokrytym dachówką ceramiczną. Elewacje są tynkowane, z zachowanymi częściowo detalami (boniowaniem w narożnikach i opaskami wokół otworów okiennych). W pierzei wschodniej zachowała się stodoła z końca XIX wieku, murowana z cegły, nakryta dachem dwuspadowym, na planie prostokąta, pierwotnie z podwójnym klepiskiem pośrodku. Stodoła nie jest tynkowana, urozmaicona jedynie romboidalnymi, ażurowymi otworami wentylacyjnymi. W pierzejach północnej i zachodniej wznoszą się budynki współczesne. Od strony drogi zachowało się ogrodzenie z murowanych ceglanych słupów, oddzielonych drewnianym płotem.

## Brzeźniak (niem. Brzesniak)
W chwili obecnej do sołectwa Borek należy również folwark Brzeźniak (do roku 2000 należący do Barchlina). Znajduje się tam folwark polny istniejący już w roku 1772, należący do majątku Popowo Stare i jego kolejnych właścicieli. Wówczas na terenie folwarku znajdowało się 97 owiec i 8 wołów. Folwark został prawdopodobnie sprzedany po I wojnie światowej i przekształcony w indywidualne gospodarstwo rolne. Zespół folwarczny położony jest ok. 2,5 km na północny wschód od Barchlina i ok. 1 km na wschód od Borku. W zapiskach z roku 1831 uwidacznia się zarys kilku swobodnie rozmieszczonych budynków. W końcu XIX wieku pozostały jedynie 3 budynki (dawne zabudowania folwarku zostały rozebrane przez późniejszych właścicieli). Do dziś zachował się jedynie niewielki parterowy budynek mieszkalny, murowany z kamienia polnego i cegły, o elewacjach licowanych kamieniem. Naroża oraz wąskie poziome pasy wykonane zostały z kamienia, reszta ściany oraz szczyty z cegły. Budynek kryty jest dachem dwuspadowym pokrytym dachówką.